# باشگاه فوتبال کارل زایس ینا
باشگاه فوتبال کارل زایس ینا (به آلمانی: FC Carl Zeiss Jena) یک باشگاه فوتبال در آلمان است. این باشگاه سالها در لیگ آلمان شرقی بازی می‌کرد. کارل زایس ینا حد فاصل سالهای ۱۹۶۰ تا ۱۹۸۰ مجموعاً ۷ جام به دست آورد.